# Cantonul Chomérac
Cantonul Chomérac este un canton din arondismentul Privas, departamentul Ardèche, regiunea Rhône-Alpes, Franța.

## Comune
- Baix
- Chomérac (reședință)
- Le Pouzin
- Rochessauve
- Saint-Bauzile
- Saint-Julien-en-Saint-Alban
- Saint-Lager-Bressac
- Saint-Symphorien-sous-Chomérac